# Hrotsvitha

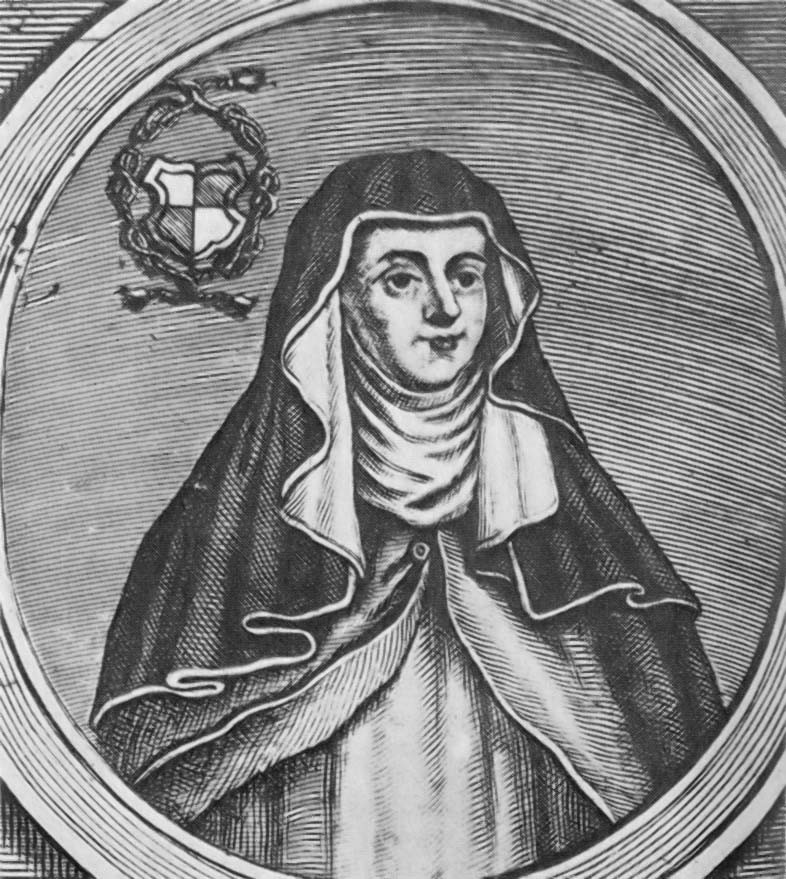
Hrotsvitha z Gandersheim

Hrotsvitha z Gandersheim (ur. ok. 935, zm. 1001) – niemiecka mniszka żyjąca w X wieku, która była chrześcijańską poetką piszącą po łacinie.
Pochodziła ze szlacheckiej rodziny z Saksonii. Została mniszką i opatką w benedyktyńskim klasztorze w Gandersheim. Jej twórczość wykazuje znajomość dzieł nie tylko Ojców Kościoła, lecz także poezji klasycznej (Wergiliusza, Horacego, Owidiusza, Plauta czy Terencjusza). Wzorowała się na budowie wiersza Terencjusza. Uważała go za poganina i zajęła się tworzeniem chrześcijańskich komedii (dialogi wierszem), aby wyprzeć jego twórczość.
Zajmowała się także spisywaniem wierszem żywotów świętych, a także opisała życie Ottona I (Gesta Ottonis).
Jej twórczość została odkryta przez Konrada Celtisa i ukazała się drukiem w 1501.

## Twórczość
A. Liber Primus
1. Wstęp prozą
2. Wierszowana dedykacja dla Ksieni Gerbergi
3. Osiem legend
a. Maria
b. Ascensio
c. Gongolfus
d. Pelagius
e. Theophilus
f. Basilius
g. Dionysius
h. Agnes
4. Podsumowanie prozą
B. Liber Secundus
1. Wstęp prozą
2. Epistola eiusdem ad quosdam sapientes huius libri fautores
3. Sześć dramatów
a. Gallicanus
b. Dulcitius
c. Calimachus
d. Abraham
e. Pafnutius
f. Sapientia
4. Poemat o wizji św. Jana (35 wersów)
C. Liber Tertius
1. Wstęp prozą
2. Wierszowana dedykacja dla Ottona I i Ottona II
3. Gesta Oddonis
4. Wierszowany wstęp
5. Primordia Coenobii Gandeshemensis